# Фёрстер, Виланд
Виланд Фёрстер (нем. Wieland Förster; род. 12 февраля 1930, Дрезден) — немецкий скульптор, художник, график и писатель.

## Биография
Родился в семье водителя грузовика и продавщицы, был пятым ребёнком в семье. В 1935 году отец Виланда умер. В 1936—1944 годах — школьное обучение. В 1944 поступает учеником по классу технического черчения. В начале 1945 года — участник фольксштурма. После бомбардировки Дрездена 13 февраля 1945 года покидает город и живёт в пригороде вплоть до капитуляции Германии 8 мая 1945 года.
17 сентября 1946 года Фёрстер был арестован и после трёхмесячного следствия приговорён за незаконное хранение оружия к семи с половиной годам тюремного заключения. Наказание отбывал в лагере № 4 в Баутцене. Здесь будущий художник заболел туберкулёзом и 21 января 1950 он был освобождён.
В 1950 Фёрстер сдаёт экзамен как техник-чертёжник, и до 1953 года работает в плановом отделе Управления гидросооружений. Осенью 1953 он поступает на отделение скульптуры в Высшую школу изящных искусств в Дрездене. В 1958 Виланд Фёрстер оканчивает это дрезденское Высшее училище и поступает в 1959 году учеником к берлинскому профессору художеств Фрицу Кремеру, в мастерской у которого работает 18 месяцев. Затем он получает место в одном из художественных ателье при берлинской Академии искусств. Здесь Фёрстер готовил свой экспонат «Дружба народов и студенчество» для конкурса 1961/62 годов, организованного Дрезденским техническим университетом.
В 1960 году Фёрстер создаёт свои первые литографии, в 1962 — графические работы и скульптуры. В последующие годы Виланд Фёрстер совершает творческие поездки, в том числе и за рубеж (например — в 1967 году в Тунис). В 1968—1973 годах ему были предъявлены обвинения в формализме, что привело к ограничениям в творчестве. В 1974 проходит его первая большая персональная выставка в Потсдаме. С начала 1960-х годов работает также как художник, преимущественно портретист (более 80 портретов, в первую очередь художников).
В 1974 году скульптор становится действительным членом Академии искусств ГДР, в 1979—1990 годах — один из её вице-президентов. С 1985 года — профессор искусств. После смены режима в ГДР в 1991 году Фёрстер выходит из состава восточногерманской Академии. Тогда же он признаётся в Германии как «жертва сталинизма». В 1996 году скульптор становится одним из основателей Саксонской академии искусств в Дрездене. В Германии существует художественный фонд Виланда Фёрстера.

## Награды (избранное)
- 1966: премия Вилли Ламмерта — Германской художественной академии, Берлин
- 1973: Художественная премия ГДР
- 1974: Премия Кете Кольвиц — Академии художеств ГДР
- 1976: Национальная премия ГДР III класса
- 1983: Национальная премия ГДР II класса
- 2000: Орден «За заслуги перед Федеративной Республикой Германия» 1 класса
- 2010: почётный доктор философии Потсдамского университета
- 2012: орден «За заслуги» земли Бранденбург

## Галерея
- Мученичество (Берлин)
- Страсть (Национальный музей, Пекин)
- Расстрелянный (Дрезден)
- Большая купальщица (Миддельгейм, Бельгия)

## Литературные произведения (избранное)
- Rügenlandschaft. (Пейзажи Рюгена) Union-Verlag, Berlin 1974.
- Begegnungen. (Встречи) Verlag Volk und Welt, Berlin 1974.
- Die versiegelte Tür. (Опечатанная дверь) Union-Verlag, Berlin 1982.
- Einblicke. (Мгновения) Union-Verlag, Berlin 1985.
- Sieben Tage in Kuks. (Семь дней в Куксе) Union-Verlag, Berlin 1985.
- Labyrinth. (Лабиринт) Verlag Volk und Welt, Berlin 1988.
- Grenzgänge. (Переходные состояния) Verlag Volk und Welt, Berlin 1995.
- Die Phantasie ist die Wirklichkeit. (Фантазия это действительность) Hinstorff-Verlag, Rostock 2000.
- Als Fremder. (Как чужой) Berlin-Adlershof 2003.
- Im Atelier abgefragt. (В мастерской нарасхват) Deutscher Kunstverlag, Berlin 2005.
- Der Andere. Briefe an Alena. (Другой. Письма Алёне) Lukas Verlag, Berlin 2009, ISBN 978-3-86732-066-5.
- Seerosenteich. Autobiografie einer Jugend in Dresden 1930—1946. (Пруд с кувшинками. Автобиография моей юности в Дрездене 1930—1946) Sandstein, Dresden 2012, ISBN 978-3-942422-89-5.